# 1377
Portal Geschichte | Portal Biografien | Aktuelle Ereignisse | Jahreskalender | Tagesartikel

◄ |
13. Jahrhundert |
14. Jahrhundert
| 15. Jahrhundert | ►

◄ |
1340er |
1350er |
1360er |
1370er
| 1380er | 1390er | 1400er | ►

◄◄ |
◄ |
1373 |
1374 |
1375 |
1376 |
1377
| 1378 | 1379 | 1380 | 1381 | ► | ►►
Staatsoberhäupter  · Nekrolog
| Januar | Januar | Januar | Januar | Januar | Januar | Januar | Januar |
| Kw     | Mo     | Di     | Mi     | Do     | Fr     | Sa     | So     |
| ------ | ------ | ------ | ------ | ------ | ------ | ------ | ------ |
| 1      |        |        |        | 1      | 2      | 3      | 4      |
| 2      | 5      | 6      | 7      | 8      | 9      | 10     | 11     |
| 3      | 12     | 13     | 14     | 15     | 16     | 17     | 18     |
| 4      | 19     | 20     | 21     | 22     | 23     | 24     | 25     |
| 5      | 26     | 27     | 28     | 29     | 30     | 31     |        |

| Februar | Februar | Februar | Februar | Februar | Februar | Februar | Februar |
| Kw      | Mo      | Di      | Mi      | Do      | Fr      | Sa      | So      |
| ------- | ------- | ------- | ------- | ------- | ------- | ------- | ------- |
| 5       |         |         |         |         |         |         | 1       |
| 6       | 2       | 3       | 4       | 5       | 6       | 7       | 8       |
| 7       | 9       | 10      | 11      | 12      | 13      | 14      | 15      |
| 8       | 16      | 17      | 18      | 19      | 20      | 21      | 22      |
| 9       | 23      | 24      | 25      | 26      | 27      | 28      |         |

| März | März | März | März | März | März | März | März |
| Kw   | Mo   | Di   | Mi   | Do   | Fr   | Sa   | So   |
| ---- | ---- | ---- | ---- | ---- | ---- | ---- | ---- |
| 9    |      |      |      |      |      |      | 1    |
| 10   | 2    | 3    | 4    | 5    | 6    | 7    | 8    |
| 11   | 9    | 10   | 11   | 12   | 13   | 14   | 15   |
| 12   | 16   | 17   | 18   | 19   | 20   | 21   | 22   |
| 13   | 23   | 24   | 25   | 26   | 27   | 28   | 29   |
| 14   | 30   | 31   |      |      |      |      |      |

| April | April | April | April | April | April | April | April |
| Kw    | Mo    | Di    | Mi    | Do    | Fr    | Sa    | So    |
| ----- | ----- | ----- | ----- | ----- | ----- | ----- | ----- |
| 14    |       |       | 1     | 2     | 3     | 4     | 5     |
| 15    | 6     | 7     | 8     | 9     | 10    | 11    | 12    |
| 16    | 13    | 14    | 15    | 16    | 17    | 18    | 19    |
| 17    | 20    | 21    | 22    | 23    | 24    | 25    | 26    |
| 18    | 27    | 28    | 29    | 30    |       |       |       |

| Mai | Mai | Mai | Mai | Mai | Mai | Mai | Mai |
| Kw  | Mo  | Di  | Mi  | Do  | Fr  | Sa  | So  |
| --- | --- | --- | --- | --- | --- | --- | --- |
| 18  |     |     |     |     | 1   | 2   | 3   |
| 19  | 4   | 5   | 6   | 7   | 8   | 9   | 10  |
| 20  | 11  | 12  | 13  | 14  | 15  | 16  | 17  |
| 21  | 18  | 19  | 20  | 21  | 22  | 23  | 24  |
| 22  | 25  | 26  | 27  | 28  | 29  | 30  | 31  |

| Juni | Juni | Juni | Juni | Juni | Juni | Juni | Juni |
| Kw   | Mo   | Di   | Mi   | Do   | Fr   | Sa   | So   |
| ---- | ---- | ---- | ---- | ---- | ---- | ---- | ---- |
| 23   | 1    | 2    | 3    | 4    | 5    | 6    | 7    |
| 24   | 8    | 9    | 10   | 11   | 12   | 13   | 14   |
| 25   | 15   | 16   | 17   | 18   | 19   | 20   | 21   |
| 26   | 22   | 23   | 24   | 25   | 26   | 27   | 28   |
| 27   | 29   | 30   |      |      |      |      |      |

| Juli | Juli | Juli | Juli | Juli | Juli | Juli | Juli |
| Kw   | Mo   | Di   | Mi   | Do   | Fr   | Sa   | So   |
| ---- | ---- | ---- | ---- | ---- | ---- | ---- | ---- |
| 27   |      |      | 1    | 2    | 3    | 4    | 5    |
| 28   | 6    | 7    | 8    | 9    | 10   | 11   | 12   |
| 29   | 13   | 14   | 15   | 16   | 17   | 18   | 19   |
| 30   | 20   | 21   | 22   | 23   | 24   | 25   | 26   |
| 31   | 27   | 28   | 29   | 30   | 31   |      |      |

| August | August | August | August | August | August | August | August |
| Kw     | Mo     | Di     | Mi     | Do     | Fr     | Sa     | So     |
| ------ | ------ | ------ | ------ | ------ | ------ | ------ | ------ |
| 31     |        |        |        |        |        | 1      | 2      |
| 32     | 3      | 4      | 5      | 6      | 7      | 8      | 9      |
| 33     | 10     | 11     | 12     | 13     | 14     | 15     | 16     |
| 34     | 17     | 18     | 19     | 20     | 21     | 22     | 23     |
| 35     | 24     | 25     | 26     | 27     | 28     | 29     | 30     |
| 36     | 31     |        |        |        |        |        |        |

| September | September | September | September | September | September | September | September |
| Kw        | Mo        | Di        | Mi        | Do        | Fr        | Sa        | So        |
| --------- | --------- | --------- | --------- | --------- | --------- | --------- | --------- |
| 36        |           | 1         | 2         | 3         | 4         | 5         | 6         |
| 37        | 7         | 8         | 9         | 10        | 11        | 12        | 13        |
| 38        | 14        | 15        | 16        | 17        | 18        | 19        | 20        |
| 39        | 21        | 22        | 23        | 24        | 25        | 26        | 27        |
| 40        | 28        | 29        | 30        |           |           |           |           |

| Oktober | Oktober | Oktober | Oktober | Oktober | Oktober | Oktober | Oktober |
| Kw      | Mo      | Di      | Mi      | Do      | Fr      | Sa      | So      |
| ------- | ------- | ------- | ------- | ------- | ------- | ------- | ------- |
| 40      |         |         |         | 1       | 2       | 3       | 4       |
| 41      | 5       | 6       | 7       | 8       | 9       | 10      | 11      |
| 42      | 12      | 13      | 14      | 15      | 16      | 17      | 18      |
| 43      | 19      | 20      | 21      | 22      | 23      | 24      | 25      |
| 44      | 26      | 27      | 28      | 29      | 30      | 31      |         |

| November | November | November | November | November | November | November | November |
| Kw       | Mo       | Di       | Mi       | Do       | Fr       | Sa       | So       |
| -------- | -------- | -------- | -------- | -------- | -------- | -------- | -------- |
| 44       |          |          |          |          |          |          | 1        |
| 45       | 2        | 3        | 4        | 5        | 6        | 7        | 8        |
| 46       | 9        | 10       | 11       | 12       | 13       | 14       | 15       |
| 47       | 16       | 17       | 18       | 19       | 20       | 21       | 22       |
| 48       | 23       | 24       | 25       | 26       | 27       | 28       | 29       |
| 49       | 30       |          |          |          |          |          |          |

| Dezember | Dezember | Dezember | Dezember | Dezember | Dezember | Dezember | Dezember |
| Kw       | Mo       | Di       | Mi       | Do       | Fr       | Sa       | So       |
| -------- | -------- | -------- | -------- | -------- | -------- | -------- | -------- |
| 49       |          | 1        | 2        | 3        | 4        | 5        | 6        |
| 50       | 7        | 8        | 9        | 10       | 11       | 12       | 13       |
| 51       | 14       | 15       | 16       | 17       | 18       | 19       | 20       |
| 52       | 21       | 22       | 23       | 24       | 25       | 26       | 27       |
| 53       | 28       | 29       | 30       | 31       |          |          |          |

| Januar | Januar | Januar | Januar | Januar | Januar | Januar | Januar |
| Kw     | Mo     | Di     | Mi     | Do     | Fr     | Sa     | So     |
| ------ | ------ | ------ | ------ | ------ | ------ | ------ | ------ |
| 1      |        |        |        | 1      | 2      | 3      | 4      |
| 2      | 5      | 6      | 7      | 8      | 9      | 10     | 11     |
| 3      | 12     | 13     | 14     | 15     | 16     | 17     | 18     |
| 4      | 19     | 20     | 21     | 22     | 23     | 24     | 25     |
| 5      | 26     | 27     | 28     | 29     | 30     | 31     |        |

| Februar | Februar | Februar | Februar | Februar | Februar | Februar | Februar |
| Kw      | Mo      | Di      | Mi      | Do      | Fr      | Sa      | So      |
| ------- | ------- | ------- | ------- | ------- | ------- | ------- | ------- |
| 5       |         |         |         |         |         |         | 1       |
| 6       | 2       | 3       | 4       | 5       | 6       | 7       | 8       |
| 7       | 9       | 10      | 11      | 12      | 13      | 14      | 15      |
| 8       | 16      | 17      | 18      | 19      | 20      | 21      | 22      |
| 9       | 23      | 24      | 25      | 26      | 27      | 28      |         |

| März | März | März | März | März | März | März | März |
| Kw   | Mo   | Di   | Mi   | Do   | Fr   | Sa   | So   |
| ---- | ---- | ---- | ---- | ---- | ---- | ---- | ---- |
| 9    |      |      |      |      |      |      | 1    |
| 10   | 2    | 3    | 4    | 5    | 6    | 7    | 8    |
| 11   | 9    | 10   | 11   | 12   | 13   | 14   | 15   |
| 12   | 16   | 17   | 18   | 19   | 20   | 21   | 22   |
| 13   | 23   | 24   | 25   | 26   | 27   | 28   | 29   |
| 14   | 30   | 31   |      |      |      |      |      |

| April | April | April | April | April | April | April | April |
| Kw    | Mo    | Di    | Mi    | Do    | Fr    | Sa    | So    |
| ----- | ----- | ----- | ----- | ----- | ----- | ----- | ----- |
| 14    |       |       | 1     | 2     | 3     | 4     | 5     |
| 15    | 6     | 7     | 8     | 9     | 10    | 11    | 12    |
| 16    | 13    | 14    | 15    | 16    | 17    | 18    | 19    |
| 17    | 20    | 21    | 22    | 23    | 24    | 25    | 26    |
| 18    | 27    | 28    | 29    | 30    |       |       |       |

| Mai | Mai | Mai | Mai | Mai | Mai | Mai | Mai |
| Kw  | Mo  | Di  | Mi  | Do  | Fr  | Sa  | So  |
| --- | --- | --- | --- | --- | --- | --- | --- |
| 18  |     |     |     |     | 1   | 2   | 3   |
| 19  | 4   | 5   | 6   | 7   | 8   | 9   | 10  |
| 20  | 11  | 12  | 13  | 14  | 15  | 16  | 17  |
| 21  | 18  | 19  | 20  | 21  | 22  | 23  | 24  |
| 22  | 25  | 26  | 27  | 28  | 29  | 30  | 31  |

| Juni | Juni | Juni | Juni | Juni | Juni | Juni | Juni |
| Kw   | Mo   | Di   | Mi   | Do   | Fr   | Sa   | So   |
| ---- | ---- | ---- | ---- | ---- | ---- | ---- | ---- |
| 23   | 1    | 2    | 3    | 4    | 5    | 6    | 7    |
| 24   | 8    | 9    | 10   | 11   | 12   | 13   | 14   |
| 25   | 15   | 16   | 17   | 18   | 19   | 20   | 21   |
| 26   | 22   | 23   | 24   | 25   | 26   | 27   | 28   |
| 27   | 29   | 30   |      |      |      |      |      |

| Juli | Juli | Juli | Juli | Juli | Juli | Juli | Juli |
| Kw   | Mo   | Di   | Mi   | Do   | Fr   | Sa   | So   |
| ---- | ---- | ---- | ---- | ---- | ---- | ---- | ---- |
| 27   |      |      | 1    | 2    | 3    | 4    | 5    |
| 28   | 6    | 7    | 8    | 9    | 10   | 11   | 12   |
| 29   | 13   | 14   | 15   | 16   | 17   | 18   | 19   |
| 30   | 20   | 21   | 22   | 23   | 24   | 25   | 26   |
| 31   | 27   | 28   | 29   | 30   | 31   |      |      |

| August | August | August | August | August | August | August | August |
| Kw     | Mo     | Di     | Mi     | Do     | Fr     | Sa     | So     |
| ------ | ------ | ------ | ------ | ------ | ------ | ------ | ------ |
| 31     |        |        |        |        |        | 1      | 2      |
| 32     | 3      | 4      | 5      | 6      | 7      | 8      | 9      |
| 33     | 10     | 11     | 12     | 13     | 14     | 15     | 16     |
| 34     | 17     | 18     | 19     | 20     | 21     | 22     | 23     |
| 35     | 24     | 25     | 26     | 27     | 28     | 29     | 30     |
| 36     | 31     |        |        |        |        |        |        |

| September | September | September | September | September | September | September | September |
| Kw        | Mo        | Di        | Mi        | Do        | Fr        | Sa        | So        |
| --------- | --------- | --------- | --------- | --------- | --------- | --------- | --------- |
| 36        |           | 1         | 2         | 3         | 4         | 5         | 6         |
| 37        | 7         | 8         | 9         | 10        | 11        | 12        | 13        |
| 38        | 14        | 15        | 16        | 17        | 18        | 19        | 20        |
| 39        | 21        | 22        | 23        | 24        | 25        | 26        | 27        |
| 40        | 28        | 29        | 30        |           |           |           |           |

| Oktober | Oktober | Oktober | Oktober | Oktober | Oktober | Oktober | Oktober |
| Kw      | Mo      | Di      | Mi      | Do      | Fr      | Sa      | So      |
| ------- | ------- | ------- | ------- | ------- | ------- | ------- | ------- |
| 40      |         |         |         | 1       | 2       | 3       | 4       |
| 41      | 5       | 6       | 7       | 8       | 9       | 10      | 11      |
| 42      | 12      | 13      | 14      | 15      | 16      | 17      | 18      |
| 43      | 19      | 20      | 21      | 22      | 23      | 24      | 25      |
| 44      | 26      | 27      | 28      | 29      | 30      | 31      |         |

| November | November | November | November | November | November | November | November |
| Kw       | Mo       | Di       | Mi       | Do       | Fr       | Sa       | So       |
| -------- | -------- | -------- | -------- | -------- | -------- | -------- | -------- |
| 44       |          |          |          |          |          |          | 1        |
| 45       | 2        | 3        | 4        | 5        | 6        | 7        | 8        |
| 46       | 9        | 10       | 11       | 12       | 13       | 14       | 15       |
| 47       | 16       | 17       | 18       | 19       | 20       | 21       | 22       |
| 48       | 23       | 24       | 25       | 26       | 27       | 28       | 29       |
| 49       | 30       |          |          |          |          |          |          |

| Dezember | Dezember | Dezember | Dezember | Dezember | Dezember | Dezember | Dezember |
| Kw       | Mo       | Di       | Mi       | Do       | Fr       | Sa       | So       |
| -------- | -------- | -------- | -------- | -------- | -------- | -------- | -------- |
| 49       |          | 1        | 2        | 3        | 4        | 5        | 6        |
| 50       | 7        | 8        | 9        | 10       | 11       | 12       | 13       |
| 51       | 14       | 15       | 16       | 17       | 18       | 19       | 20       |
| 52       | 21       | 22       | 23       | 24       | 25       | 26       | 27       |
| 53       | 28       | 29       | 30       | 31       |          |          |          |

## Ereignisse

### Politik und Weltgeschehen

#### Italien
- 17. Januar: Papst Gregor XI. kehrt aus Avignon nach Rom zurück und zieht unter dem Jubel des Volkes in die Stadt ein, wohin zuvor schon Teile der Administration verlegt worden sind. Das Avignonesische Papsttum endet. Seither ist der Vatikan Sitz des Papstes.
- 3. Februar: In Cesena veranstalten päpstliche Söldner auf Weisung des päpstlichen Legaten Robert Graf von Genf, des späteren Gegenpapstes Clemens VII., ein Blutbad unter den Einwohnern, die sich neuerlich gegen die Obrigkeit erhoben haben.
- 27. Juli: Nach dem Tod Friedrichs III. wird seine Tochter Maria Königin von Sizilien sowie Herzogin von Athen und Neopatria. Da sie zu diesem Zeitpunkt noch sehr jung ist, steht sie unter der Regentschaft von vier Adelsfamilien, die sich selbst als Vikare bezeichnen.

#### Heiliges Römisches Reich
- Mit einem Justizmord endet der Kölner Schöffenkrieg.

#### England

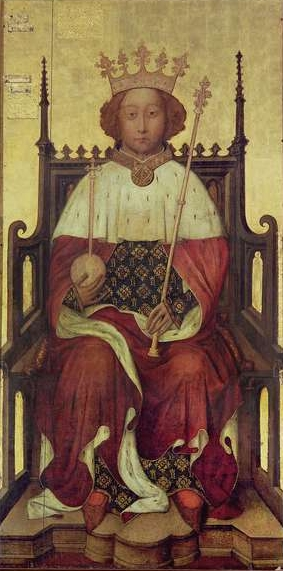
Porträt Richards II. (erstes originales Porträt eines englischen Königs)

- 26. Juni: Nach dem Tod seines Großvaters Edward III. wird Richard II. König von England. Die Herrschaft des Sohnes des „Schwarzen Prinzen“ Edward of Woodstock ist von Anfang an umstritten, da auch die anderen Söhne Edwards III. Thronansprüche stellen. Trotzdem wird der Zehnjährige mit Unterstützung des Parlaments am 16. Juli gekrönt. Trotz seiner Minderjährigkeit wird kein Regent bestellt, da das Parlament Richards Onkel John of Gaunt, 1. Duke of Lancaster, misstraut. Im eingesetzten königlichen Rat zieht dieser dennoch gemeinsam mit Richards Mutter Joan of Kent im Hintergrund die Fäden.

#### Balkan

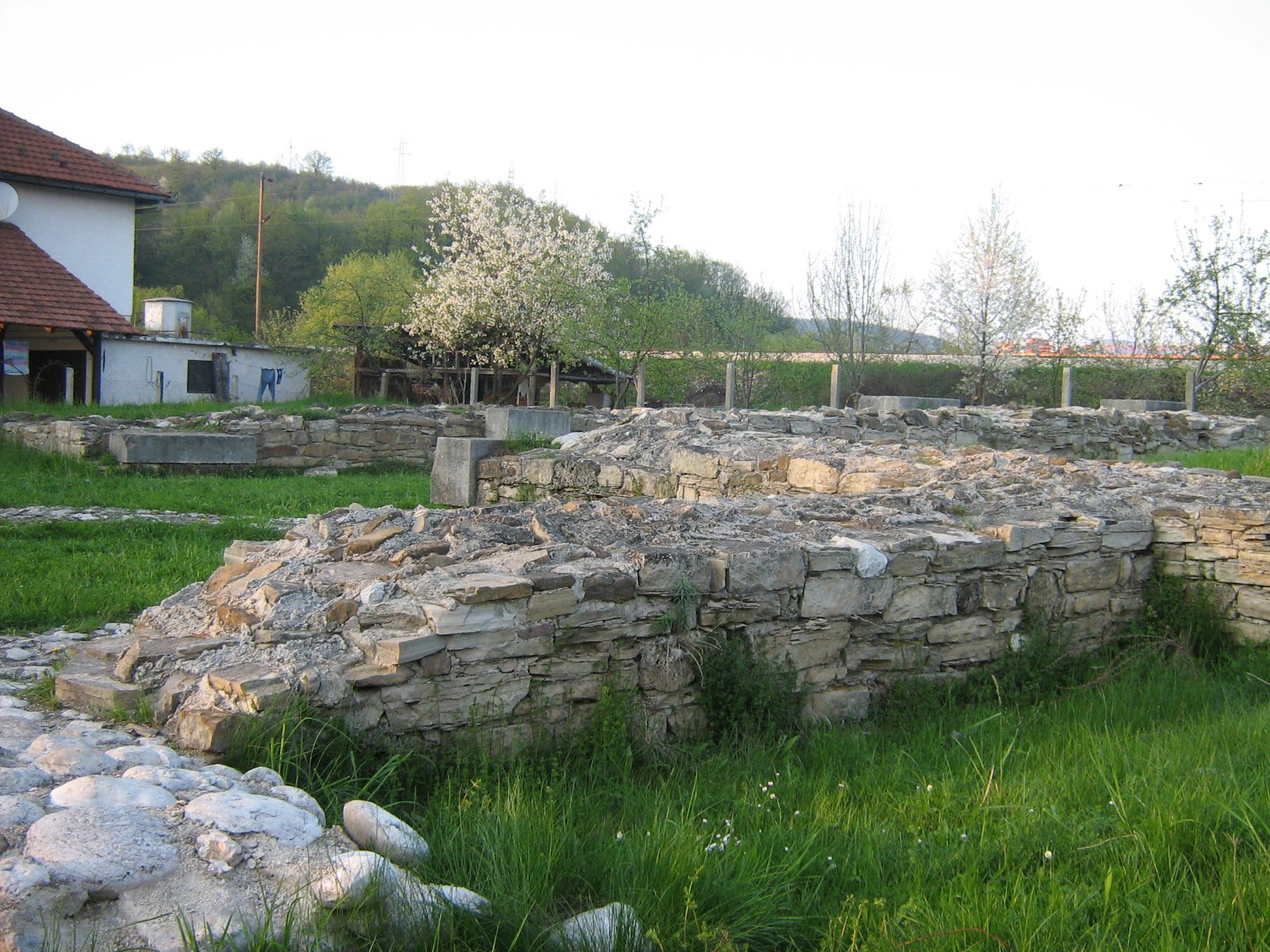
Überreste der Kirche in Mile, Krönungs-Ort von Tvrtko I.

- 26. Oktober: Krönung von Tvrtko I.: Der bosnische Ban Tvrtko I. krönt sich selbst im Kloster von Mileševa bei Prijepolje zum König der Serben, Bosniens, dem Küstenland und der westlichen Länder.

#### Osteuropa
- 24. Mai: Großfürst Algirdas von Litauen, der sich die Herrschaft mit seinem Bruder Kęstutis geteilt hat, stirbt. Nachfolger wird sein Sohn Jogaila, der die Zusammenarbeit mit seinem Onkel vorläufig fortführt.
- 2. August: In der Schlacht an der Pjana besiegt im Großraum Nischni Nowgorod eine Streitmacht der Blauen Horde ein russisches Heer, das sich einem Trinkgelage hingegeben hat.

#### Asien
- Das Srivijaya-Imperium auf Sumatra wird von den Truppen Majapahits angegriffen und endgültig vernichtet.

#### Stadtrechte und urkundliche Ersterwähnungen
- Neckarsteinach bekommt Stadtrechte.
- Guttannen wird erstmals urkundlich erwähnt.

### Wissenschaft und Technik
- Die Trezzo-Brücke wird im Auftrag von Bernabò Visconti, dem Herzog von Mailand, fertiggestellt. Sie dient als Zugang zu einer Visconti-Burg über den Fluss Adda und ist mit Türmen bewehrt. Die Einbogenbrücke hält bis ins 19. Jahrhundert den Rekord für die größte Spannweite, im Steinbrückenbau bleibt sie sogar bis Beginn des 20. Jahrhunderts unübertroffen.

### Gesellschaft
- Karneval im Ruhrgebiet: Im Archiv der Stadt Duisburg befindet sich die erste überhaupt in Deutsch geschriebene Stadtrechnung aus dem Jahre 1377, aus der hervorgeht, dass die Ratsherren und die Bürgerschaft ausgiebig Fastabend („Vastavent“) feierten.
- 27. Juni: Der Stadtrat von Ragusa beschließt, alle Schiffe, die aus Pestgebieten kommen, auf einer Insel einen Monat lang unter Quarantäne zu stellen.

### Religion
Nachdem kriegerische Auseinandersetzungen die Stadt Ulm immer wieder von der ein Kilometer entfernten Pfarrkirche abgeschnitten haben, beschließt die Bürgerschaft einen Neubau innerhalb der Stadtmauern, auch um sich vom Kloster Reichenau unabhängig zu machen. Am 30. Juni erfolgt die Grundsteinlegung für das Ulmer Münster durch Bürgermeister Ludwig Krafft. Baumeister Heinrich II. Parler hat zuvor schon Erfahrungen am Heilig-Kreuz-Münster in Schwäbisch Gmünd gesammelt.
- Das Kloster St. Klara in Bremgarten wird gegründet.

### Katastrophen
Bei der Zweiten Dionysiusflut, die sich angeblich im Herbst 1377 zugetragen und zu schweren Zerstörungen zwischen Flandern und der Weser geführt haben soll, handelt es sich möglicherweise um einen spätmittelalterlichen Sintflutmythos, für den es keinen stichhaltigen Beweis gibt.

## Geboren

### Geburtsdatum gesichert
- 1. August: Go-Komatsu, Kaiser von Japan († 1433)
- 20. August: Schāh Ruch, Timuriden-Fürst († 1447)
- 19. September: Albrecht IV., Herzog von Österreich († 1404)
- 5. Oktober: Ludwig II., Herzog von Anjou, Graf von Maine, Guise, Blois und Provence, sowie Titularkönig von Neapel und Jerusalem († 1417)
- 5. Dezember: Jianwen, chinesischer Kaiser († 1402)

### Genaues Geburtsdatum unbekannt
- Ende Juni: Eduard III., Herzog von Bar († 1415)
- Thomas Beaufort, englischer Adeliger und Lordkanzler († 1426)
- Alfons von Braganza, portugiesischer Adliger, Stammvater der späteren portugiesischen Königs- und brasilianischen Kaiserfamilie († 1461)
- Đurađ Branković, serbischer Despot († 1456)
- Filippo Brunelleschi, italienischer Architekten und Bildhauer der Frührenaissance († 1446)
- John Darcy, englischer Adeliger († 1411)
- Jean de La Trémoille, Herr von Jonvelle († 1449)
- Stefan Lazarević, serbischer Despot und Literat, Begründer und Erbauer der serbischen mittelalterlichen Residenz in Belgrad († 1427)
- Muhammad VII., Emir von Granada († 1408)
- Sheikh Noor-ud-din Wali, kaschmirischer Mystiker, Schutzheiliger Kaschmirs († 1438)

### Geboren um 1377
- Ernst der Eiserne, Herzog von Steiermark, Kärnten und Krain († 1424)
- Oswald von Wolkenstein, österreichischer Dichter, Komponist und Diplomat († 1445)
- 1373 oder 1377: Johanna Sophie, jüngste Tochter Herzog Albrechts I. von Straubing-Holland († 1410)

## Gestorben

### Todesdatum gesichert
- 2. Januar: Kasimir IV., Herzog von Pommern (* um 1345)
- 5. Januar: Bertram Cremon, Domherr in Hamburg und Bischof von Lübeck
- 16./17. März: Marie de Saint-Pol, anglo-französische Adelige (* um 1304)
- 13. April: Guillaume de Machaut, französischer Komponist und Dichter (* zwischen 1300 und 1305)
- 28. April: Ugolino de’ Rossi, Bischof von Parma (* um 1300)
- 5. Mai: Matilda of Lancaster, englische Adelige (* um 1310)
- 24. Mai: Algirdas, Großfürst von Litauen (* 1296)
- 7. Juni: Konrad IV. von Maienfels, Abt des Klosters Murrhardt und Abt von Münsterschwarzach
- 21. Juni: Eduard III., König von England (* 1312)
- 23. Juli: Paul von Jägerndorf, Bischof von Gurk und Freising
- 27. Juli: Friedrich III., König von Sizilien (* um 1341)
- 29. Juli: Robert de Juliac, Großmeister des Malteserordens
- 28. August: Nikolaus von Bismarck, Stendaler Patrizier, Großkaufmann und Ratsherr (* 1307)
- 18. oder 25. November: Pierre d’Estaing, französischer Benediktiner, Bischof und Kardinal (* 1320)
- 27. Dezember: Johann II., Graf von Hoya (* 1319)
- 31. Dezember: Guillaume de Marcossey, Bischof von Genf

### Genaues Todesdatum unbekannt
- Andrea dei Bruni, italienischer Maler  (* 1355)
- Margarete von Sizilien-Aragon, Prinzessin von Sizilien-Aragon und Pfalzgräfin bei Rhein (* 1331)
- Richardis von Schwerin, schwedische Königin
- Robert de Valois, Graf von Le Perche und Porhoët (* 1344)

### Gestorben um 1377
- 1368 oder 1377: Ibn Battūta, arabischer Forschungsreisender (* 1304)